# Kłus (chód)
Kłus (ang. trot) to dwutaktowy chód zwierząt czworonożnych, w którym w pewnych momentach ciało opiera się tylko na dwóch stopach. W typowym kłusie stopy w ukośnie przeciwnych końcach ciała uderzają o ziemię razem; czyli prawa tylna z lewą przednią i lewa tylna z prawą przednią. Mniej stabilną, ale pozwalającą na dłuższe kroki, odmianę kłusa stosują niektóre duże ssaki o długich kończynach i krótkim tułowiu (żyrafy, wielbłądy). Polega ona na równoczesnym poruszaniu do przodu kończynami prawymi lub lewymi. Ten typ to inochód. Kłus jest szybszym sposobem chodu niż stęp, a wolniejszym niż galop.